# هيكتور رودريغيز (لاعب كرة قاعدة)
هيكتور رودريغيز هو لاعب كرة قاعدة كوبي، ولد في 13 يونيو 1920 في Alquízar ‏ في كوبا، وتوفي في 1 سبتمبر 2003 في كانكون في المكسيك.

## وصلات خارجية
- هيكتور رودريغيز على موقعبيزبول رفرنس.كوم (الدوري الرئيسي) (الإنجليزية)
- هيكتور رودريغيز على موقعبيزبول رفرنس.كوم (الدوري الثانوي) (الإنجليزية)